# Самарская, Анна Николаевна
Анна Николаевна Самарская (укр. Ганна Миколаївна Самарська, род. 1 декабря 1941, Богдановка) — украинская художница, мастер народной декоративной живописи и петриковской росписи. Продолжает творческие идеи Екатерины Билокур и мастеров из Петриковки. Народный художник Украины (2009), заслуженный мастер народного творчества Украинской ССР (1974), награждена орденом «Знак Почёта» (1974), лауреат премии имени Екатерины Белокур, член национального союза художников Украины (1977).

## Биография
Родилась в селе Богдановка Яготинского района Киевской области. В 1952 году познакомилась со знаменитой односельчанкой Екатериной Белокур. Это знакомство стало определяющим в жизни Анны Самарской (тогда Косяченко): Екатерина Билокур стала её духовным наставником и учителем на всю жизнь. Дружеские отношения между ними продолжались до смерти последней.
С 1960 года работала на Киевской фабрике сувенирных изделий около года, в ходе чего познакомилась с мастером петриковской росписи Марфой Тимченко. За время работы на фабрике освоила принципы петриковской росписи, преимущественно изучая произведения учениц Татьяны Паты, работавших в Киеве, в частности упомянутой Марфы Тимченко, однако напрямую не училась у них.
Впоследствии переехала в Петриковку, где с 1961 до 1990 работала на Фабрике петриковской росписи «Дружба». Входила в художественной совета фабрики и возглавляла группу мастеров. Стиль петриковской росписи Анны Самарской имел значительное влияние на развитие этого направления искусства, в частности творческое изобретение художницы изображать «пушистые» хвосты птиц стало широко известным и было перенято многими другими мастерами петриковской росписи.
После выхода на пенсию остался жить в Петриковке, но впоследствии оставила петриковскую роспись и сосредоточилась на цветочной живописи, развивая наследие Екатерины Билокур. В 2008 году был опубликован альбом репродукций художницы, в который вошло более ста её работ (преимущественно цветочный живопись).